# SL X15p
Die elektrischen Triebzüge der Baureihe X15p werden von Storstockholms Lokaltrafik (SL) auf der schwedischen Roslagsbana in Stockholm eingesetzt.

## Geschichte
2016 bestellte Storstockholms Lokaltrafik 22 neue Triebzüge der Baureihe X15p für die Roslagsbana. Die Züge werden von Stadler Rail in der Schweiz hergestellt. Eine Option für weitere 45 Züge ist im Auftrag enthalten. Anfang 2022 bestellte SL weitere vier X15p, sodass die Anzahl der zu liefernden Züge nun 26 beträgt.

## Technische Beschreibung
Jeder Zug hat drei Wagen mit 162 Sitzplätzen mit Durchgang zwischen den Wagen. Jeder Wagen hat zwei Doppeltüren auf jeder Seite. Die Züge sind mit stufenlosen Einstiegen versehen und haben in jedem Wagen Plätze für Kinderwagen, Fahrräder und Rollstühle.
Die Züge besitzen Klimaanlage, Informationsbildschirme und Steckdosen. Die Wagenkästen sind aus Aluminium gefertigt. Im Regelbetrieb werden zwei Triebzüge eingesetzt. Bis zu drei Triebzüge können in Mehrfachtraktion gefahren werden.

## Einsatzplanung
Die ersten Züge kamen Ende 2020 zu Testzwecken in Schweden an. Alle 22 Einheiten sollen 2023 bis 2025 in Betrieb genommen werden. Die Wartung der Züge erfolgt in einem neu errichteten Bahnbetriebswerk Molnby in Vallentuna. Für die Testfahrten ohne Fahrgäste wurde der Streckenabschnitt Lindholmen–Kårsta vom Februar 2021 bis zum Sommer 2021 in den Abendstunden ab 20 Uhr alle Züge durch Busse ersetzt.
Am 31. Oktober 2023 wurde der erste Zug in den Planbetrieb übernommen.